# Cilunculus gracilis
Cilunculus gracilis là một loài nhện biển trong họ Ammotheidae. Loài này thuộc chi Cilunculus. Cilunculus gracilis được miêu tả khoa học năm 1991 bởi Nakamura & Child.